# Coccoloba orizabae
Coccoloba orizabae là một loài thực vật có hoa trong họ Rau răm. Loài này được Lindau mô tả khoa học đầu tiên năm 1890.